# Admiralspalast

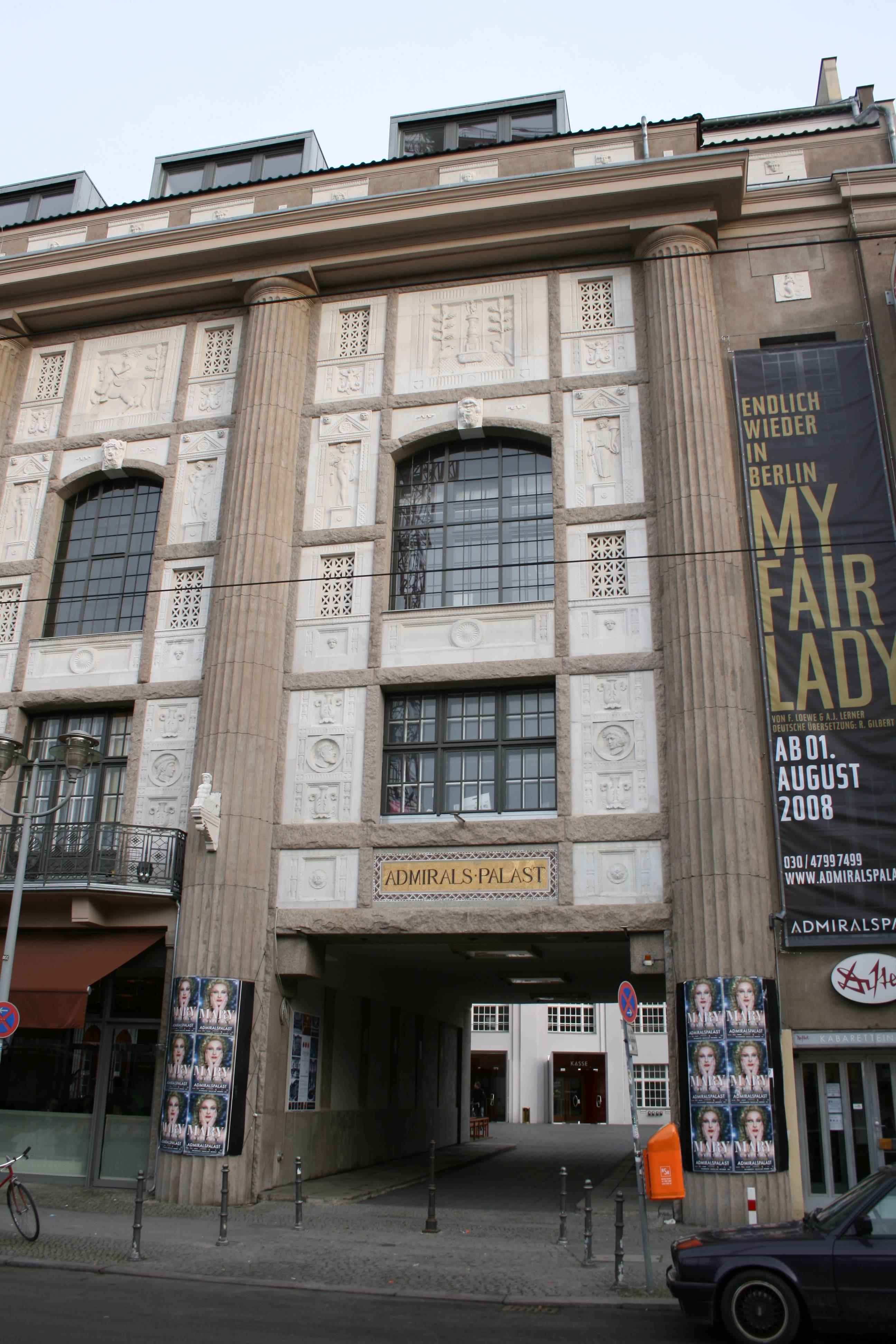
Façade et entrée du Distel.

L'Admiralspalast est un théâtre de Berlin situé au 101/102 Friedrichstrasse à Berlin-Mitte.
Ouvert en 1911, il accueille le congrès fondateur du Parti socialiste unifié d'Allemagne, parti du pouvoir en Allemagne de l'Est jusqu'à la réunification.
Après la Seconde Guerre mondiale s'y produisent le Staatsoper (jusqu'en 1955) et le Berliner Sinfonie-Orchester. Le Metropol-Theater s'y produit jusqu'en 1997, avant que des travaux ne s'y déroulent jusqu'en 2006.

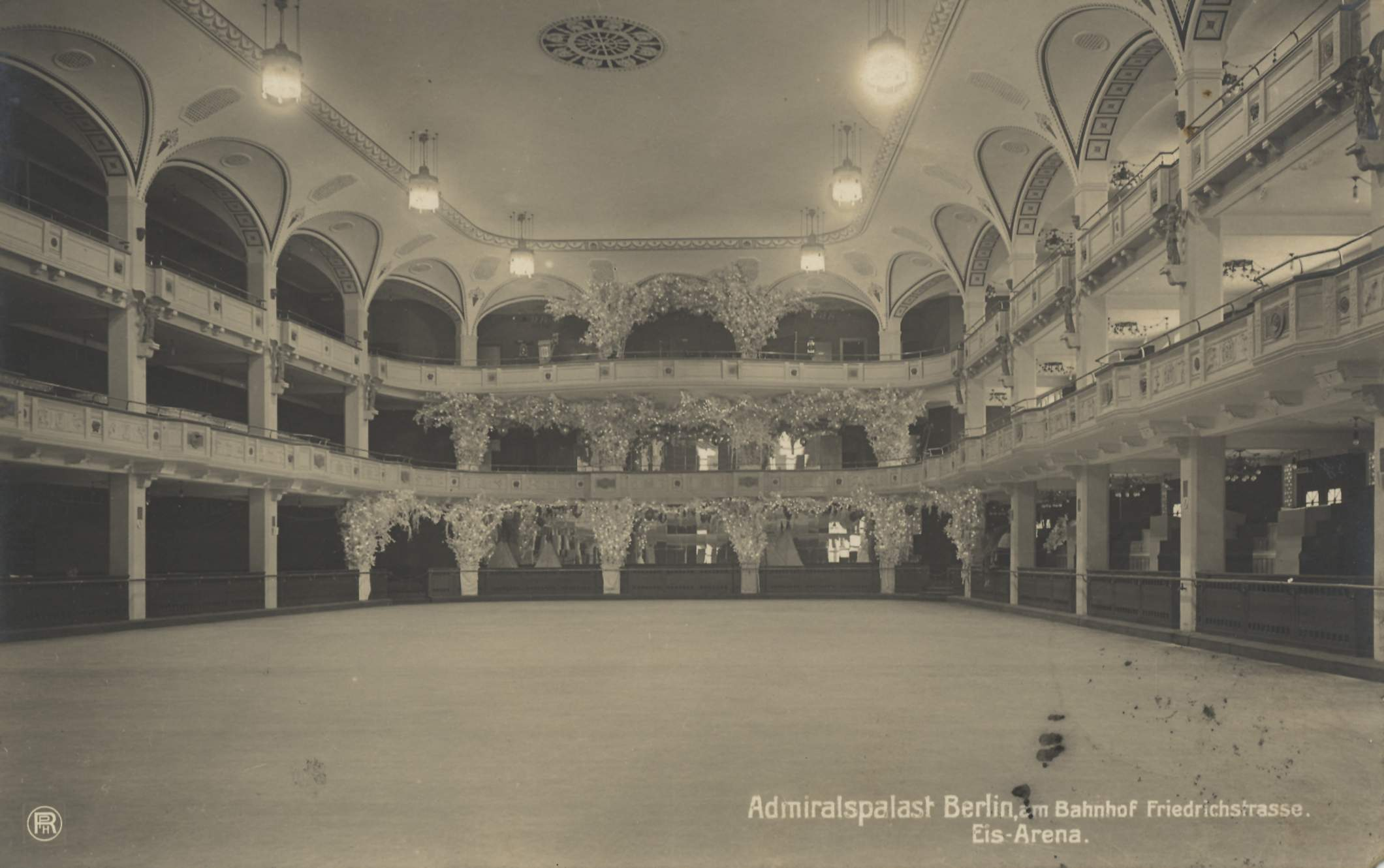
La salle en 1911.
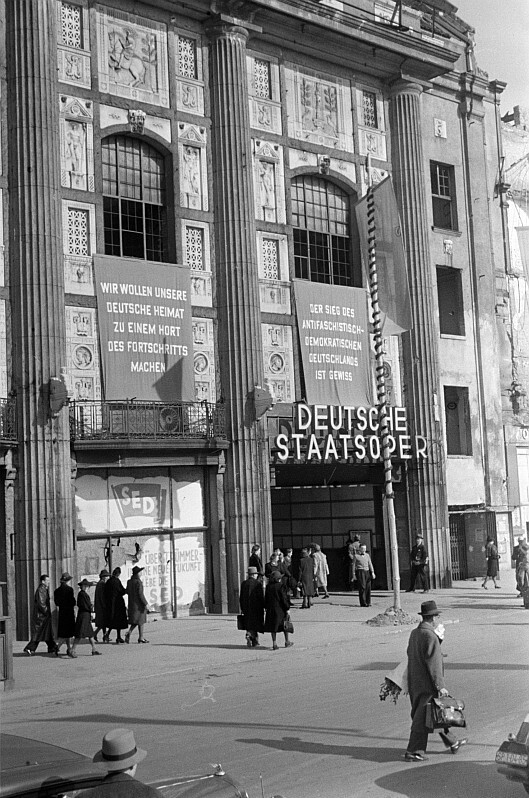
Photo de 1946.
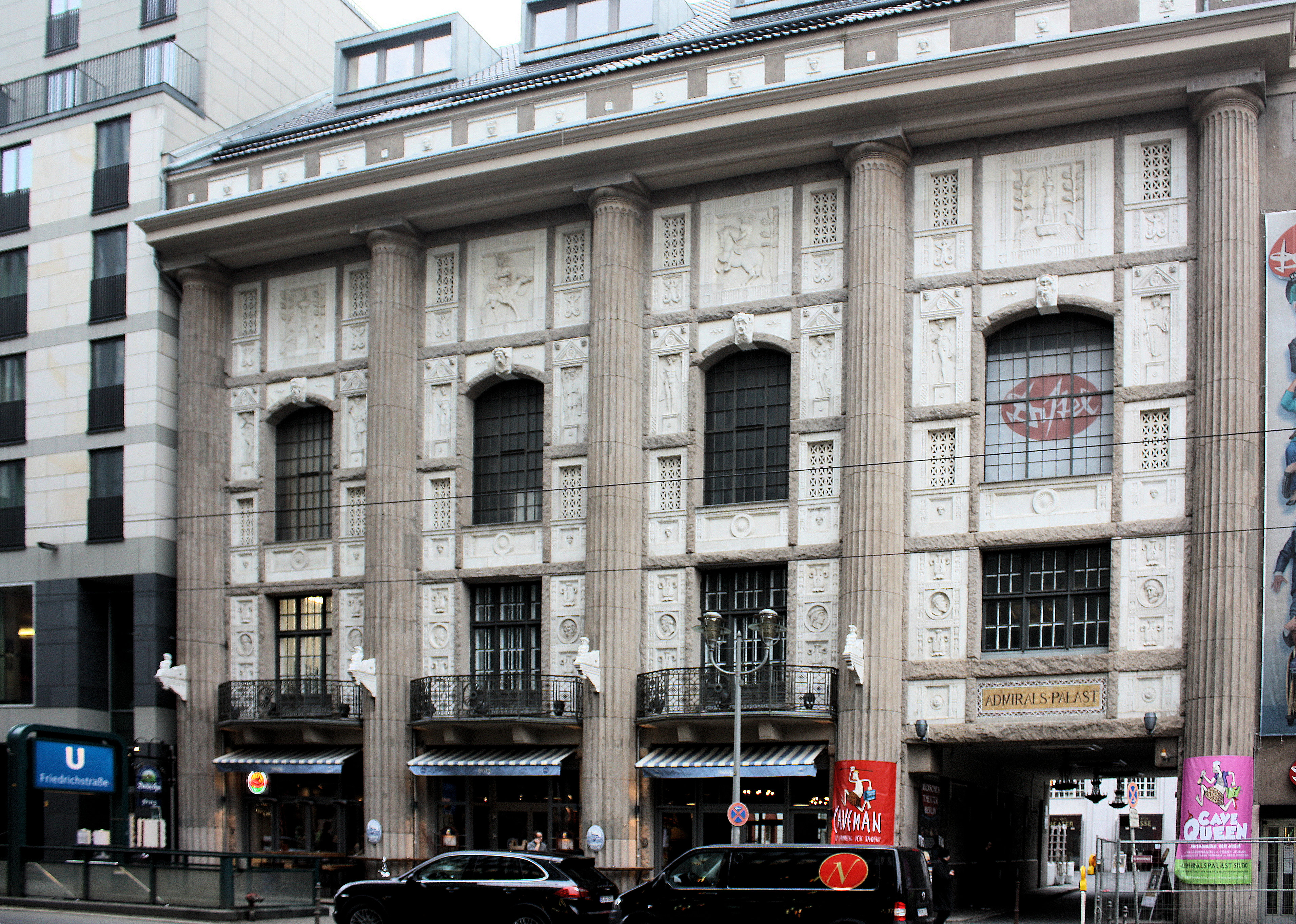
Façade.